# Moerarchis galactodelta
Moerarchis galactodelta är en fjärilsart som beskrevs av Diakonoff 1968. Moerarchis galactodelta ingår i släktet Moerarchis och familjen äkta malar.
Artens utbredningsområde är Filippinerna. Inga underarter finns listade i Catalogue of Life.